# Taёžnyj desant
Taёžnyj desant (Таёжный десант) è un film del 1965 diretto da Vladimir Arkad'evič Krasnopol'skij.